# Peter Jánošík
Peter Jánošík (Dubnica nad Váhom, 2 gennaio 1988) è un calciatore slovacco, difensore del Crystal Lednické Rovne.

## Palmarès
- Campionato slovacco: 1

Slovan Bratislava: 2010-2011
- Coppa di Slovacchia: 1

Slovan Bratislava: 2010-2011
- Supercoppa di Slovacchia: 1

Slovan Bratislava: 2011